# Metapenaeus
Metapenaeus is een geslacht van kreeftachtigen uit de klasse van de Malacostraca (hogere kreeftachtigen).

## Soorten
- Metapenaeus affinis (H. Milne Edwards, 1837 [in Milne Edwards, 1834-1840])
- Metapenaeus alcocki M.J. George & Rao, 1968
- Metapenaeus anchistus (de Man, 1920)
- Metapenaeus arabicus Hassan, 1978
- Metapenaeus bennettae Racek & Dall, 1965
- Metapenaeus brevicornis (H. Milne Edwards, 1837 [in Milne Edwards, 1834-1840])
- Metapenaeus conjunctus Racek & Dall, 1965
- Metapenaeus dalli Racek, 1957
- Metapenaeus demani (Roux, 1921)
- Metapenaeus dobsoni (Miers, 1878)
- Metapenaeus eboracensis Dall, 1957
- Metapenaeus elegans de Man, 1907
- Metapenaeus endeavouri (Schmitt, 1926)
- Metapenaeus ensis (De Haan, 1844 [in De Haan, 1833-1850])
- Metapenaeus insolitus Racek & Dall, 1965
- Metapenaeus intermedius (Kishinouye, 1900)
- Metapenaeus joyneri (Miers, 1880)
- Metapenaeus krishnatrii Silas & Muthu, 1976
- Metapenaeus kutchensis P.C. George, M.J. George & Rao, 1963
- Metapenaeus lysianassa (de Man, 1888)
- Metapenaeus macleayi (Haswell, 1879)
- Metapenaeus monoceros (Fabricius, 1798)
- Metapenaeus motohi Shinomiya & Sakai, 2009
- Metapenaeus moyebi (Kishinouye, 1896)
- Metapenaeus papuensis Racek & Dall, 1965
- Metapenaeus stebbingi Nobili, 1904
- Metapenaeus suluensis Racek & Dall, 1965
- Metapenaeus tenuipes Kubo, 1949